# Helgrindur
Helgrindur także Lysuhóll lub Lysukard – jeden z najmniejszych systemów wulkanicznych na Islandii, leży na półwyspie Snæfellsnes na zachodzie wyspy. Data ostatniej erupcji nie jest znana. 

## Opis
Helgrindur leży na półwyspie Snæfellsnes w zachodniej Islandii. Jest to jeden z najmniejszych systemów wulkanicznych na wyspie. System składa się z centralnego wulkanu, który uległ erozji i licznych szczelin. Wulkan wznosi się na wysokość 986 m n.p.m. Szczeliny układają się na linii północny zachód – południowy wschód na długości 30 km. 
Data ostatniej erupcji nie jest znana. W wyniku wybuchów w okresie holocenu powstały dwa niewielkie wypływy lawy bazaltowej.